# Wildlife (Mott the Hoople)
Wildlife è il terzo album in studio del gruppo musicale inglese Mott the Hoople, pubblicato nel 1971.

## Tracce
Lato 1
1. Whiskey Women - 3:42
2. Angel of Eighth Avenue - 4:33
3. Wrong Side of the River - 5:19
4. Waterlow - 3:03
5. Lay Down - 4:13

Lato 2
1. It Must Be Love - 2:24
2. Original Mixed-Up Kid - 3:40
3. Home Is Where I Want to Be - 4:11
4. Keep a Knockin' (Live) - 10:10

## Formazione
- Ian Hunter - voce, piano, chitarra
- Mick Ralphs - chitarra, voce, cori
- Pete "Overend" Watts - basso, cori
- Dale "Buffin" Griffin - batteria, cori
- Verden Allen - organo, cori